# Michel Jansen
Michel Jansen (nascut el 3 de març de 1966) és un exjugador i entrenador de futbol neerlandès. Va jugar als equips DETO Twenterand, Heracles Almelo, STEVO i Excelsior '31.
Jansen va rebre el premi Rinus Michels el 2007 mentre entrenava el HHC Hardenberg.
Jansen es va convertir en entrenador del FC Twente durant la temporada 2013-14 perquè l'entrenador del moment, Alfred Schreuder no tenia el títol oficial. Durant la temporada 2014-15 va ser l'entrenador adjunt d'Alfred Schreuder; posteriorment va esdevenir entrenador del Jong Twente. A partir del 2018 va ser l'entrenador ajudant de l'SC Heerenveen.